# Monte Veronese
| Herkunft           | Italien – Provinz Verona       |
| Ausgangs- produkte | Kuhmilch                       |
| Käsegruppe         | Schnittkäse                    |
| Fett i. Tr.        | 35–44 %                        |
| Form               | zylindrisch                    |
| Gewicht            | 6–10 kg                        |
| Reifezeit          | 2–24 Monate                    |
| Rinde              | strohgelb                      |
| Teig               | feinkörnig, weiß bis elfenbein |
| Aroma              | rund, nach Kräutern            |
| Geschmack          | fein, leicht salzig            |
| DOP                | Ja                             |

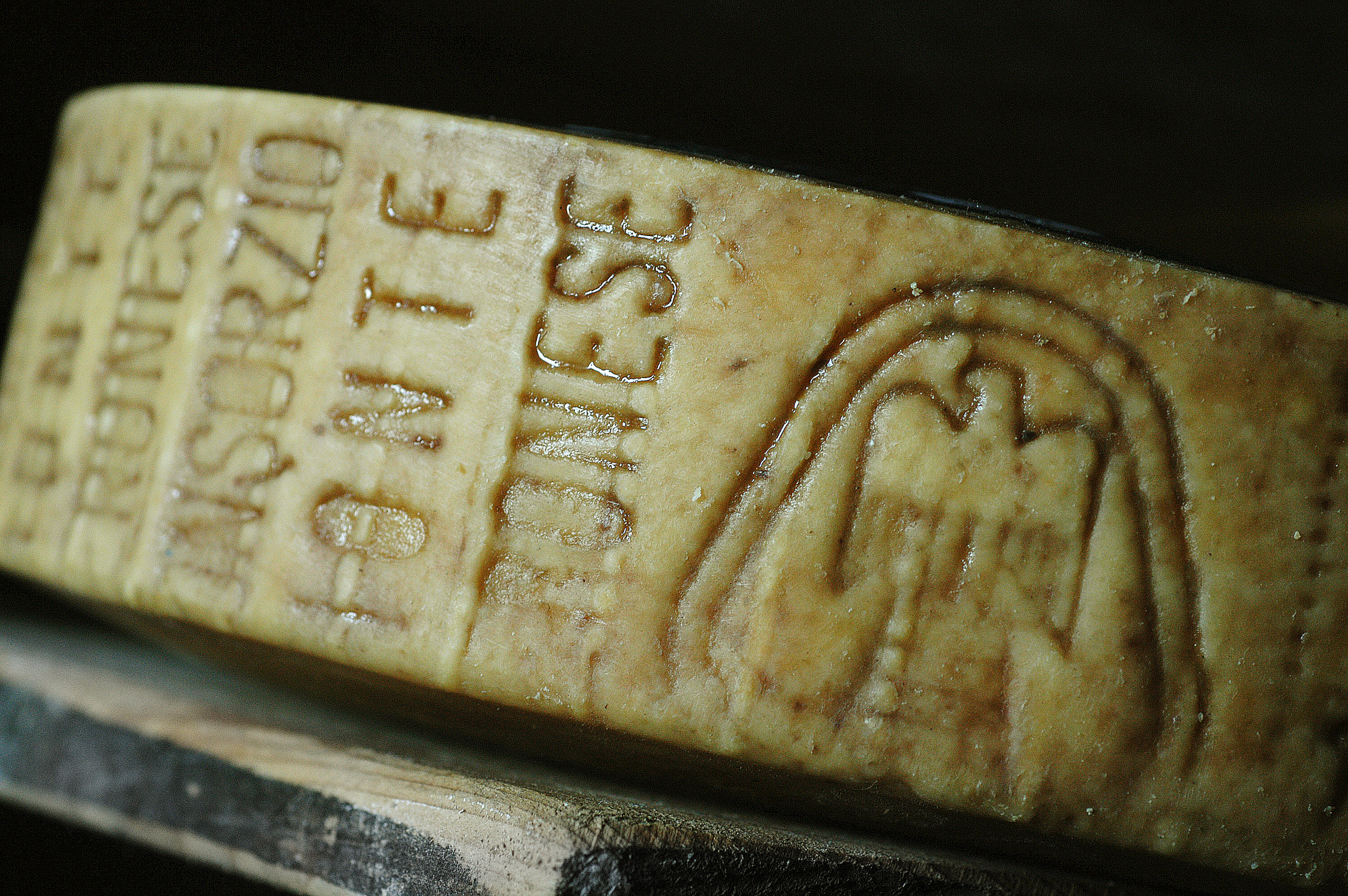
Monte Veronese Qualitätskennzeichen

Monte Veronese ist ein halbfester Schnittkäse aus der oberitalienischen Provinz Verona. Die ersten Erwähnungen gehen auf das frühe 11. Jahrhundert zurück und werden dem aus Bayern eingewanderten Zimbern zugeschrieben. Der Käse war in dieser Zeit derart begehrt, dass er sogar als Zahlungsmittel akzeptiert wurde. Der Name bezieht sich jedoch auf die Provinz, obwohl die Milch ausschließlich aus den Monti Lessini kommt.
Die Produktion des Käses wird bereits im Mittelalter nachgewiesen, er wird jedoch erst seit dem frühen 18. Jahrhundert unter dem Namen Monte Veronese produziert und vertrieben.

## Herkunftsgebiete
Der Monte Veronese darf nur im Gebiet der Provinz Verona von Mitgliedern des Konsortiums hergestellt werden.
Dies wurde durch die EU mit der Anerkennung des  DOP/g.U. bestätigt.

## Lagerung und Verzehr
Der Monte sollte im Kühlschrank bei einer Temperatur um 4 °C aufbewahrt werden. Es empfiehlt sich, den Käse abgeschlossen in Frischhaltefolie aufzubewahren um ein Austrocknen und eine Geschmacksweitergabe an und von anderen Lebensmitteln zu verhindern. Verzehrt sollte der Käse bei Raumtemperatur werden.

### Qualitätskennzeichen
Seitlich auf dem Rand des Käses:
- „Aufschrift Monte Veronese Dop“
- die Registriernummer des Produktionsbetriebes
- Buchstabe, des Produktionsmonat
- Emblem des Konsortiums

### Varianten
- aus „Vollmilch“ 44 % Fett i.T. Reifung 25 bis 60 Tage
- aus „teilentrahmter Milch“ (d’allevo) 35 % Fett i.T. Reifung 90 Tage bis 12 Monate